# Hide From The Sun
Hide From The Sun a The Rasmus finn rockzenekar hatodik stúdióalbuma, ami 2005. szeptember 12-én került a boltokba.

## Kislemezek
| Year | Album     | FIN | GER | AUT | SUI |
| ---- | --------- | --- | --- | --- | --- |
| 2005 | No Fear   | 1   | 13  | 16  | 44  |
| 2005 | Sail Away | 2   | 34  | 53  | 51  |
| 2006 | Shot      | 6   | 46  | 49  | -   |

## Az album dalai
| #   | Cím                                              | Hossz |
| --- | ------------------------------------------------ | ----- |
| 1.  | Shot                                             | 4:18  |
| 2.  | Night After Night (Out Of The Shadows)           | 3:46  |
| 3.  | No Fear                                          | 4:09  |
| 4.  | Lucifer's Angel                                  | 4:03  |
| 5.  | Last Generation                                  | 4:05  |
| 6.  | Dead Promises                                    | 3:41  |
| 7.  | Immortal                                         | 5:00  |
| 8.  | Sail Away                                        | 3:51  |
| 9.  | Keep Your Heart Broken                           | 3:57  |
| 10. | Heart Of Misery                                  | 3:27  |
| 11. | Don't Let Go                                     | 4:53  |
| 12. | Dancer In The Dark(Bonus Track)                  | 3:31  |
| 13. | Open My Eyes (Bonus Track)                       | 3:21  |
| 14. | Trigger (Bonus Track)                            | 2:48  |
| 15. | No Fear (Chris Vrenna Remix) (Bonus Track)       | 3:40  |
| 16. | Sail Away (Benztown Mixdown) (Bonus Track)       | 5:34  |
| 17. | Lucifer's Angel (Acoustic Version) (Bonus Track) | 3:46  |

## Külső hivatkozások
- Hivatalos honlap